# Простір Сміт
У функціональному аналізі і пов'язаних галузях математики простором Сміт називається повний локально опуклий k-простір {\displaystyle X}, що має компакт {\displaystyle K}, що поглинає будь-яку іншу компактну множину {\displaystyle T\subseteq X} (тобто {\displaystyle T\subseteq \lambda K} для деякого {\displaystyle \lambda >0}).
Простори Сміт названи на честь М. Ф. Сміт, яка вперше описала їх як двоїсті до банахових просторів в деяких варіантах теорії двоїстості для топологічних векторних просторів. Усі простори Сміт стереотипні і перебувають у відношенні стереотипної двоїстості до банахових просторів:
- для будь-якого банахового простору {\displaystyle X} його стереотипно спряжений простір {\displaystyle X^{\star }} є простором Сміт,

- і навпаки, для будь-якого простору Сміт {\displaystyle X} його стереотипно спряжений простір {\displaystyle X^{\star }} є банаховим простором.